# Comuna Cernîn, Tarașcea
Cernîn (în ucraineană Чернин) este o comună în raionul Tarașcea, regiunea Kiev, Ucraina, formată din satele Cernîn (reședința) și Ulașivka.

## Demografie
Componența lingvistică a comunei Cernîn
     Ucraineană (98,55%)
     Rusă (1,45%)
Conform recensământului din 2001, majoritatea populației comunei Cernîn era vorbitoare de ucraineană (98,55%), existând în minoritate și vorbitori de rusă (1,45%).